# Forelsket i København
Forelsket i København er en dansk film fra 1960.
- Manuskript Henning Bahs og Finn Henriksen.
- Instruktion Finn Henriksen.
- Musik af Bent Fabricius-Bjerre

## Medvirkende
- Siw Malmkvist
- Henning Moritzen
- Ove Sprogøe
- Jørgen Ryg
- Perry Knudsen
- Preben Mahrt
- Mimi Heinrich
- Dirch Passer
- Keld Markuslund
- Jakob Nielsen
- Bjørn Spiro
- Valsø Holm
- Carl Ottosen
- Jytte Abildstrøm
- Poul Thomsen
- Sif Ruud

## Eksterne links
- Forelsket i København på Internet Movie Database (engelsk)
- Forelsket i København på Filmdatabasen
- Forelsket i København på danskefilm.dk
- Forelsket i København på danskfilmogtv.dk
- Forelsket i København i Svensk Filmdatabas (svensk)
- Forelsket i København på The Movie Database (engelsk)